# 詹萊
詹萊（1522年—1586年），字殷行，一字时殷，号范川，浙江衢州府常山縣人，明朝政治人物，嘉靖丁未進士，累官湖廣僉事。

## 生平
嘉靖二十二年（1543年）癸卯科浙江鄉試第三十三名。嘉靖二十六年（1547年）登丁未科進士。工部觀政，初任江西金谿縣知縣，調任福建長樂知縣，為防倭寇侵襲，呈准選擇海門要地筑城防守，又設兵船數十艘巡邏馬江上下，勿使倭寇登岸。後福清等縣均遭倭寇侵陷，惟長樂因筑城防禦，安然無恙。調任河南嵩縣知縣，免去農民歷年拖欠赋稅。規定两稅繳納之期限。調直隸池州府同知，升刑部员外郎，再調任湖廣僉事，多次平息巨盗作亂。嘉靖四十三年（1564年），掛冠歸田，時年四十三歲。從此無心仕途，專心理學，創辦范川書院，講學授徒。卒年六十五。

## 著作
著有《招搖池館集》、《范川文集》、《春秋原經》、《史約》、《七經思問》等傳世。撰萬曆《常山縣志》。

## 家族
曾祖詹光；祖父詹斯，義官；父詹烈，歲貢生，母徐氏。重庆下。
生二子：長子詹在泮，癸未進士，河南参政。次子詹在廷。一女詹在洲，嫁四川布政司參政陸瓚之子陸世彥。